# Rhodostrophia rueckbeili
Rhodostrophia rueckbeili är en fjärilsart som beskrevs av Leo Andrejewitsch Sheljuzhko 1955. Rhodostrophia rueckbeili ingår i släktet Rhodostrophia och familjen mätare. Inga underarter finns listade.